# Койгородський район
Койгоро́дський район (рос. Койгородский район, комі Койгорт районы) — адміністративна одиниця Республіки Комі Російської Федерації.
Адміністративний центр — село Койгородок.

## Населення
Населення району становить 7332 особи (2019; 8431 у 2010, 10020 у 2002, 11114 у 1989).
Національний склад (станом на 2010 рік):
- росіяни — 4704 особи (55,79 %)
- комі — 2980 осіб (35,35 %)
- українці — 252 особи (2,99 %)
- німці — 162 особи (1,92 %)
- татари — 71 особа (0,84 %)
- білоруси — 46 осіб (0,55 %)
- чуваші — 20 осіб (0,24 %)
- азербайджанці — 10 осіб (0,12 %)
- інші — 186 осіб

## Адміністративно-територіальний поділ
На території району 7 сільських поселень:
| Поселення                       | Площа, км² | Населення, осіб (1989) | Населення, осіб (2002) | Населення, осіб (2010) | Населення, осіб (2019) | Центр      | Населені пункти |
| ------------------------------- | ---------- | ---------------------- | ---------------------- | ---------------------- | ---------------------- | ---------- | --------------- |
| Гривинське сільське поселення   | 434,76     | 578                    | 431                    | 367                    | 312                    | Грива      | 3               |
| Кажимське сільське поселення    | 2079,42    | 1062                   | 1453                   | 1167                   | 889                    | Кажим      | 4               |
| Койгородське сільське поселення | 801,83     | 2868                   | 3076                   | 2940                   | 2884                   | Койгородок | 1               |
| Койдінське сільське поселення   | 372,39     | 1725                   | 1488                   | 1359                   | 1264                   | Койдін     | 1               |
| Кузьйольське сільське поселення | 1856,13    | 1085                   | 629                    | 380                    | 219                    | Кузьйоль   | 3               |
| Подзьке сільське поселення      | 2167,16    | 2101                   | 1665                   | 1286                   | 1066                   | Подзь      | 4               |
| Ужгинське сільське поселення    | 2031,52    | 1695                   | 1278                   | 929                    | 698                    | Ужга       | 5               |

6 травня 2016 року ліквідовано Нижньотурун'юське сільське поселення (приєднано до складу Кажимського сільського поселення), 12 жовтня 2018 року — Комське сільське поселення (приєднано до складу Кузьйольського сільського поселення), 12 березня 2022 року — Нючпаське сільське поселення (приєднано до складу Ужгинського сільського поселення).

## Найбільші населені пункти
| №  | Населений пункт | Населення, осіб (1989) | Населення, осіб (2002) | Населення, осіб (2010) |
| -- | --------------- | ---------------------- | ---------------------- | ---------------------- |
| 1  | Койгородок      | 2 868                  | 3 076                  | 2 940                  |
| 2  | Койдін          | 1 725                  | 1 488                  | 1 359                  |
| 3  | Кажим           | -                      | 1 147                  | 940                    |
| 4  | Подзь           | 1 310                  | 1 068                  | 872                    |
| 5  | Грива           | 565                    | 421                    | 363                    |
| 6  | Веж'ю           | 576                    | 424                    | 325                    |
| 7  | Зимовка         | 509                    | 421                    | 294                    |
| 8  | Кузьйоль        | 621                    | 368                    | 294                    |
| 9  | Седтидор        | 421                    | 330                    | 252                    |
| 10 | Нижній Турун'ю  | 695                    | 186                    | 173                    |